# La Route de Hampton Court à Molesey
La Route de Hampton Court à Molesey est un tableau d'Alfred Sisley. Il se trouve actuellement à la Neue Pinakothek à Munich.

## Provenance
Ce tableau présente des informations de provenance incomplètes pour les années 1933-1945.  Il ne figure pas dans le Art Loss Register.
- Jules Strauss, Paris, sa vente, Hôtel Drouot, Paris, 3 mai 1902, lot 67
- collection Alexandre Zygomalas, Marseille, sa vente, Georges Petit, 8 juin 1903, lot 41 ;
- collection Durand-Ruel, Paris ;
- collection Georges Bernheim, Paris, probablement depuis 1917 (il ne fait pas partie des tableaux spoliés à Georges Bernheim, selon le docteur Andrea Bambi, chercheuse au Bayerische Staatsgemäldesammlungen, Munich) ;
- collection privée, Bâle (sans date) ;
- acquis par Munich auprès du docteur Willi Raeber, Bâle, 1961